# Jonas Mekas

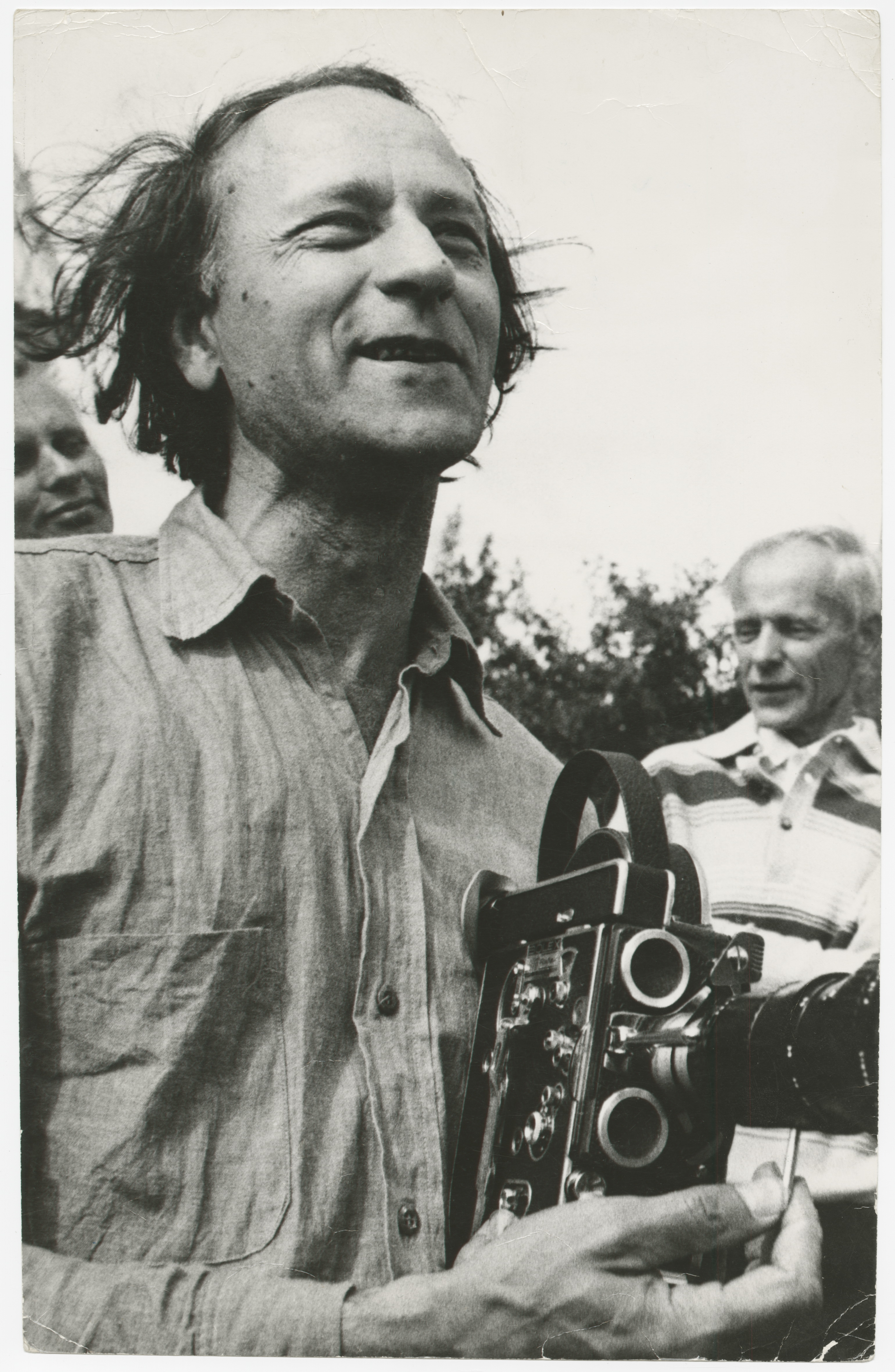
Jonas Mekas i Biržai 1971.

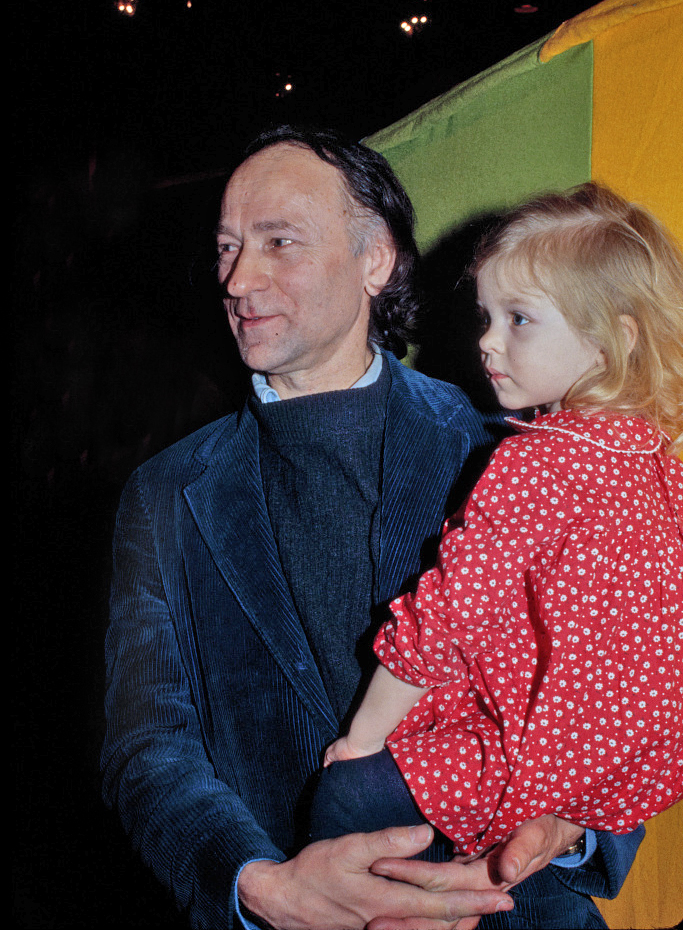
Jonas Mekas 1977.

Jonas Mekas, född 24 december 1922 i Seminiškiai nära Biržai i Litauen, död 23 januari 2019 i New York, var en litauisk-amerikansk filmskapare, konstnär, poet och grundare av Anthology Film Archives, och en förgrundsgestalt inom amerikansk avantgardefilm. 

## Biografi
Jonas Mekas föddes i den lilla byn Seminiškiai i Litauen där han växte upp på en bondgård. I slutet av andra världskriget satt han och hans bror i ett tyskt fångläger i Hamburg. Efter kriget studerade han filosofi vid universitetet i Mainz i Tyskland för att 1949 flytta till New York.
Han har sedan 1950-talet varit en förgrundsgestalt inom experimentfilmen, både som filmare, organisatör och språkrör. Han är mest känd för sina dagboksfilmer som bygger på en sorts estetik där han fokuserar på det dagliga livet och det mindre perspektivet. Han filmar mer eller mindre konstant och väljer sedan ut enstaka klipp som han sätter ihop långt senare.
Flera kända ansikten från New York syns i hans filmer, exempelvis Andy Warhol (som han också samarbetat med), Yoko Ono, John Lennon, Allen Ginsberg, Norman Mailer, George Maciunas, Salvador Dali och Nam June Paik.
1955 grundade han tidskriften Film Culture. Mellan 1958 och 1975 skrev han om film, och då helst om avantgardefilm, i New York-tidningen The Village Voice. Han grundade distributiosagenturen Film Makers' Cooperative 1961 och var dess president fram till 1980. 1970 inrättade han Anthology Film Archives i New York som idag har över 120 000 filmtitlar i sitt arkiv.
Tidigt på våren 1964 filmade han The Brig som från början var en teaterföreställning skriven av Kenneth H. Brown och regisserad av Judith Malina och Julian Beck för The Living Theatre i New York. The Brig blev den sista stora föreställning som The Living Theatre satte upp i New York under sextiotalet. Jonas Mekas filmade hela föreställningen med en handhållen kamera under en natt och sedan klippte hans bror Adolfas Mekas ihop den. Den första versionen var drygt två timmar lång men den klipptes ner till cirka 68 minuter eftersom den i det närmaste var outhärdlig att se. Filmen och föreställningen utspelar sig i ett marinkårshäkte där vakterna med våld och tillmälen bryter ner fångarna. Den svartvita filmen, med sin suggestiva ljudbearbetning, skildrar främst hur en fånge, som spelas av Warren Finnerty, bryts ner till något som i det närmaste kan beskrivas som ett djur. Filmen vann pris för bästa film på dokumentärfilmfestivalen i Venedig 1964.
2005 representerade Jonas Mekas Litauen på Venedigbiennalen. Han var hedersmedborgare av republiken Užupis.

## Filmografi (i urval)
- The Brig - 1964
- Diaries, Notes & Sketches (Walden) - 1969
- Reminscences of a journey to Lithuania - 1972
- Lost, Lost, Lost - 1975
- In between - 1978
- Zefiro Torna or Scenes From the Life of George Maciunas - 1978
- Paradise not yet lost (aka Oona's Third Year) - 1979
- As I was moving ahead, occasionally I saw brief glimpses of beauty - 2000